# Satoshi Kon
Satoshi Kon (jap. 今 敏 Kon Satoshi; ur. 12 października 1963 w Sapporo, zm. 24 sierpnia 2010) – japoński reżyser anime.
Wszystkie jego filmy zostały stworzone w studiu Madhouse, z którym współpracują m.in. Rintarō i Yoshiaki Kawajiri. Twórczość Kona charakteryzuje się psychologiczną złożonością, realistycznymi sylwetkami bohaterów oraz balansowaniem na granicy jawy i snu. Debiutował w 1998 roku filmem Perfect Blue.

## Życiorys
Uczęszczał do akademii sztuk pięknych w Musashino, początkowo chciał zostać malarzem. Niedługo po ukończeniu szkoły nawiązał współpracę z Katsuhiro Ōtomo przy mandze World Apartment Horror. Pracę z anime rozpoczął jako scenograf w filmie Rōjin Z (1991), do którego Ōtomo napisał scenariusz oraz zaprojektował obiekty mechaniczne. We wczesnych pracach Kona silnie zauważalny jest wpływ Ōtomo.
Następnymi projektami, w których Kon wziął udział, były m.in. Hashire! Melos (1992) i Patlabor II: The Movie (1993) Mamoru Oshiiego. We współpracy z Oshiim stworzyli krótką mangę Seraphim: 266613336 Wings, do której Oshii napisał scenariusz, zaś Kon stworzył rysunki. Następnie napisał scenariusz do Magnetic Rose, segmentu zbioru animowanych miniatur Memories (1996), który wyreżyserował Kōji Morimoto oraz piątego odcinka OAV JoJo’s Bizarre Adventure.
Zadebiutował w 1997 filmem Perfect Blue, kryminalnym psychothrillerem przypominającym twórczość Alfreda Hitchcocka i Philipa K. Dicka. Następnymi jego filmami były Millennium Actress (2001) i Rodzice chrzestni z Tokio (2003). W 2004 stworzył serial telewizyjny Paranoia Agent, badający ludzką psychikę i archetypy zakorzenione we współczesnej japońskiej popkulturze, jak również problematykę tożsamości osobowej i kulturowej. Serial jest mocnym komentarzem społecznym odnośnie do japońskiej kultury powojennej. W 2006 ukończył prace nad kolejnym pełnometrażowym filmem, Papriką. Jego premiera odbyła się na Festiwalu Filmowym w Wenecji, gdzie otrzymał pięciominutową owację na stojąco.
W filmach Kona często zacierają się granice między jawą a światem nierzeczywistym, do momentu, w którym trudno jest rozróżnić, co w filmie dzieje się naprawdę, a co w psychice bądź snach bohaterów. Poruszają one też tematykę rzadko spotykaną w anime, np. Rodzice chrzestni z Tokio opowiadają historię trójki tokijskich bezdomnych. Tematyka ta nie jest poruszana także w japońskich filmach aktorskich. W środkach wyrazu stosowanych przez Kona zauważyć można wiele podobieństw do ogłoszonego przez Takashiego Murakamiego manifestu superflat.
Zmarł 24 sierpnia 2010 w wieku 46 lat na raka trzustki. W momencie śmierci pracował nad filmem Yume miru kikai. W sierpniu 2011 roku założyciel Madhouse, Masao Maruyama, ujawnił, że produkcja filmu została odwołana z powodu braku środków finansowych. Początkowo Maruyama powiedział, że mimo braku środków finansowych, zamierzał dokończyć film. W sierpniu 2018 roku Maruyama wyjawił, że film nie zostanie ukończony ani wydany w dającej się przewidzieć przyszłości.

## Filmografia

### Reżyser
- 1997: Perfect Blue
- 2001: Millennium Actress (Sennen joyū)
- 2003: Rodzice chrzestni z Tokio (Tokyo Godfathers)
- 2004: Paranoia Agent (Mōsō dairinin)
- 2006: Paprika

### Scenarzysta
- 1991: World Apartment Horror (z Katsuhiro Ōtomo)
- 1996: Memories (segment Magnetic Rose)
- 2004: Paranoia Agent (Mōsō dairinin)

### Scenografia
- 1991: Rōjin Z (w amerykańskim wydaniu DVD wymieniony jako Takeshi Kon)
- 1992: Kidō keisatsu patlabor II: The Movie

## Seriale
- 2004: Paranoia Agent (Mōsō dairinin)

## OVA
- 1993: JoJo’s Bizarre Adventure

## Manga
| Rok       | Tytuł                                                                       | Uwagi |
| --------- | --------------------------------------------------------------------------- | --- |
| 1984      | Toriko (jap. 虜)                                                            | Debiut autora; manga ta otrzymała nagrodę Tetsuyi Chiby dla młodych artystów. Toriko, razem z 14 innymi mangami tego autora została skompilowana w jednym tomie zatytułowanym Yume no kaseki Kon Satoshi zen tanpen (jap. 夢の化石 今敏全短篇) przez wydawnictwo Kōdansha w 2011 roku W Polsce wydało ten zbiór Waneko w 2021 jako Skamieniałe sny. |
| 1990      | Kaikisen (jap. 海帰線)                                                      | Seria ta została wydana przez wydawnictwo Kōdansha w Shūkan Young Magazine. |
| 1994      | Seraphim 2-oku 6661-man 3336 no tsubasa (jap. セラフィム 2億6661万3336の翼) | Manga powstała we współpracy z Mamoru Oshii. Manga ta była publikowana w magazynie Animage od maja 1994 do listopada 1995 roku. |
| 1995–1996 | Opus                                                                        | Ostatnia manga stworzona przez Kona. Wychodziła w latach 1995–1996 w dwumiesięczniku Comic Guys, lecz jej publikacja została przerwana z powodu dyskontynuacji czasopisma. Przez lata historia pozostawała niekompletna, jednakże po śmierci autora odnalezione zostały szkice ostatnich stron, które pozwoliły na dokończenie historii; całość została wydana w dwóch tomach w 2010 roku. W Polsce publikacja ta została wydana zbiorczo, w jednym tomie, dnia 20 września 2017 roku przez wydawnictwo Studio JG. |